# Kemisk-fysiska föreningen
Kemisk-fysiska föreningen var en finländsk vetenskaplig förening för kemister och fysiker.
Kemisk-fysiska föreningen grundades på 1880-talet vid Kejserliga Alexandersuniversitetet i Helsingfors. Den delades 1885 upp i två föreningar, Kemiska föreningen och Fysiska föreningen, vars mötesprotokoll finns bevarade fram till 1924.